# Tamás Kovács
Tamás Kovács (* 20. März 1943 in Budapest) ist ein ehemaliger ungarischer Säbelfechter.

## Erfolge
Tamás Kovács wurde 1966 in Moskau und 1973 in Göteborg mit der Mannschaft Weltmeister. 1967 in Montreal, 1970 in Ankara, 1971 in Wien und 1975 in Budapest belegte er mit ihr jeweils den zweiten Rang, 1969 in Havanna und 1977 in Buenos Aires den dritten Rang. Dreimal nahm er an Olympischen Spielen teil: 1968 belegte er in Mexiko-Stadt im Einzel Rang neun. In der Mannschaftskonkurrenz erreichte er die Finalrunde und setzte sich im Gefecht um Rang drei gegen Frankreich mit 9:5 durch. Gemeinsam mit János Kalmár, Péter Bakonyi, Miklós Meszéna und Tibor Pézsa erhielt er somit die Bronzemedaille. Bei den Olympischen Spielen 1972 in München zog Kovács mit der ungarischen Equipe erneut ins Gefecht um den dritten Rang ein und gewann dank eines 8:7-Erfolgs über Rumänien mit Pál Gerevich, Péter Bakonyi, Péter Marót und Tibor Pézsa eine weitere Bronzemedaille. Im Einzel wurde er Sechster. 1976 schloss er in Montreal die Einzelkonkurrenz auf dem 17. Platz ab, während er mit der Mannschaft als Vierter einen weiteren Medaillengewinn knapp verpasste.
Sein Vater Pál Kovács wurde sechsmal Olympiasieger im Fechten und auch sein Bruder Attila Kovács war olympischer Fechter.